# Turmero
Turmero è una città del Venezuela situata nello Stato di Aragua e in particolare nel comune di Santiago Mariño.